# 宝梵寺 (蓬溪县)
寶梵寺位於四川省遂宁市蓬溪縣宝梵镇宝梵村，文物遺址年代判定為明至清。1956年8月16日公佈為四川省第一批歷史及革命文物保護單位。1980年7月7日重新公佈為四川省第一批文物保護單位。2006年5月25日列為第六批全國重點文物保護單位。